# Ryan Hollingshead
Ryan Michael Hollingshead (Sacramento, 16 aprile 1991) è un calciatore statunitense, difensore del Los Angeles FC.

## Statistiche

### Presenze e reti nei club
Statistiche aggiornate al 18 maggio 2023.
| Stagione              | Squadra               | Campionato            | Campionato | Campionato | Coppe nazionali | Coppe nazionali | Coppe nazionali | Coppe continentali | Coppe continentali | Coppe continentali | Altre coppe | Altre coppe | Altre coppe | Totale | Totale |
| Stagione              | Squadra               | Comp                  | Pres       | Reti       | Comp            | Pres            | Reti            | Comp               | Pres               | Reti               | Comp        | Pres        | Reti        | Pres   | Reti   |
| --------------------- | --------------------- | --------------------- | ---------- | ---------- | --------------- | --------------- | --------------- | ------------------ | ------------------ | ------------------ | ----------- | ----------- | ----------- | ------ | ------ |
| 2014                  | FC Dallas             | MLS                   | 11+1       | 0          | USOC            | 1               | 0               | -                  | -                  | -                  | -           | -           | -           | 13     | 0      |
| 2015                  | FC Dallas             | MLS                   | 33+4       | 2+1        | USOC            | 2               | 0               | -                  | -                  | -                  | -           | -           | -           | 39     | 3      |
| 2016                  | FC Dallas             | MLS                   | 29+2       | 2          | USOC            | 3               | 0               | -                  | -                  | -                  | -           | -           | -           | 34     | 2      |
| 2017                  | FC Dallas             | MLS                   | 18         | 0          | USOC            | 3               | 1               | CCL                | 4                  | 0                  | -           | -           | -           | 25     | 1      |
| 2018                  | FC Dallas             | MLS                   | 18+1       | 1          | USOC            | 1               | 0               | CCL                | 2                  | 0                  | -           | -           | -           | 22     | 1      |
| 2019                  | FC Dallas             | MLS                   | 34+1       | 6          | USOC            | 2               | 0               | -                  | -                  | -                  | -           | -           | -           | 37     | 6      |
| 2020                  | FC Dallas             | MLS                   | 20+2       | 4          | -               | -               | -               | -                  | -                  | -                  | -           | -           | -           | 22     | 4      |
| 2021                  | FC Dallas             | MLS                   | 30         | 3          | -               | -               | -               | -                  | -                  | -                  | -           | -           | -           | 30     | 3      |
| Totale Dallas         | Totale Dallas         | Totale Dallas         | 193+11     | 18+1       |                 | 12              | 1               |                    | 6                  | 0                  |             | -           | -           | 222    | 20     |
| 2022                  | Los Angeles FC        | MLS                   | 30+3       | 6          | USOC            | 3               | 1               | LC                 | 1                  | 0                  | -           | -           | -           | 37     | 7      |
| 2023                  | Los Angeles FC        | MLS                   | 32+4       | 4+3        | USOC            | 0               | 0               | CCL                | 7                  | 0                  | LC+CC       | 3+1         | 1+0         | 47     | 8      |
| Totale Los Angeles FC | Totale Los Angeles FC | Totale Los Angeles FC | 63+7       | 10+3       |                 | 3               | 1               |                    | 8                  | 0                  |             | 4           | 1           | 84     | 15     |
| Totale carriera       | Totale carriera       | Totale carriera       | 274        | 32         |                 | 15              | 2               |                    | 14                 | 0                  |             | 4           | 1           | 306    | 35     |

## Palmarès

### Competizioni nazionali
- MLS Supporters' Shield: 1

Los Angeles FC: 2022
- Campionato MLS: 1

Los Angeles FC: 2022
- Lamar Hunt U.S. Open Cup: 1

Los Angeles FC: 2024